# She Used to Be My Girl
She Used to Be My Girl — четвёртая серия шестнадцатого сезона мультсериала «Симпсоны». Премьера состоялась 21 ноября 2004 года. Главную героиню озвучила актриса Ким Кэтролл из фильма «Секс в большом городе».

## Сюжет
Мардж узнает в телевизионном репортере новостей старую школьную знакомую Хлою. Достижения Хлои приводят в восторг Лизу. Мардж не отпускает Лизу на женскую конференцию ООН в столицу.

## Пародии
В конце Лиза молится сырному кубику, это отсылка к мультфильму «Губка Боб Квадратные Штаны» (SpongeBob SquarePants).

## Критика
Серию "She Used to Be My Girl" посмотрели более 10,3 миллиона человек.

## Производство
Эпизод был написан Тимом Лонгом, а Ким Кэтролл в роли Хлои Талбот сыграла главную роль.